# Pía Sociedad de San Francisco de Sales
La Pía Sociedad de San Francisco de Sales, Sociedad de Francisco de Sales o Pía Sociedad Salesiana (en latín: Societas Sancti Francisci Salesii), cuyos miembros son conocidos como Salesianos de Don Bosco, o simplemente como Salesianos, es una congregación religiosa católica fundada por Juan Bosco cuya sede principal se encuentra en la ciudad de Turín. Es la segunda comunidad religiosa masculina más numerosa de la Iglesia católica, luego de la Compañía de Jesús (jesuitas). Se caracteriza por su devoción a la advocación mariana de María Auxiliadora.
Los miembros de este instituto posponen a sus nombres las siglas "S.D.B." (Salesianos de Don Bosco).

## Historia
Los salesianos de Don Bosco fueron fundados el 18 de diciembre de 1859 por Juan Bosco en el Oratorio de San Francisco de Sales, Valdocco, Turín (Italia). El nombre dado por el fundador fue el de Pía Sociedad de San Francisco de Sales y contaba en sus inicios con 17 miembros (un sacerdote, 15 seminaristas y un estudiante). El primer salesiano laico ingresó en la nueva Congregación el 22 de febrero de 1860. La Iglesia aprobó a la Congregación el 23 de julio de 1864 y reconoció oficialmente sus Constituciones y Reglamentos el 3 de abril de 1874.
La primera casa salesiana fuera de Turín fue la de Mirabello abierta en 1863 y el primer país por fuera de Italia fue Francia, en la ciudad de Niza en donde se abrió una casa salesiana en 1863. El primer país por fuera de Europa en recibir a los salesianos fue Argentina a donde estos llegaron en 1875. Al año siguiente Don Bosco publicó su descripción del Sistema Preventivo y el Boletín Salesiano.
El 31 de enero de 1888 murió Don Bosco en Turín y la Congregación tenía 773 salesianos, 276 novicios, 57 casas y 6 provincias. Su primer sucesor fue el padre Miguel Rúa quien en 22 años de gobierno de la Congregación la hizo llegar a los cinco continentes.

### Datos estadísticos de la Congregación
En 1888, año de la muerte de Don Bosco, había 773 salesianos y 276 novicios. En 1910, después de la muerte del padre Miguel Rúa el número había alcanzando los 4001 salesianos y seguiría en incremento constante hasta 1967, año en que la congregación alcanzó su mayor número de religiosos (22 810). Desde entonces, el número de religiosos de este instituto de vida consagrada disminuyó paulatinamente, hasta situarse en los 15 573 miembros en el año 2012, según el Anuario Pontificio 2013 citado en Catholic Hierarchy. En cambio, el número de religiosos sacerdotes alcanzó su máximo en 1974 (11 591) y disminuyó menos del 9 % hasta 2012 (10 571). Por su parte, el número de parroquias administradas por sacerdotes salesianos se incrementó de 1390 en el año 1966 hasta 1879 en 2004, siendo de 1832 en 2012. En 2013, los salesianos estuvieron presentes en 132 países, agrupados en 8 regiones y 90 provincias. Según datos estadísticos del 31 de diciembre de 2012, los países con mayor número de salesianos son India (2442), Italia (2250), España (1093), Polonia (945), Brasil (687) y Argentina (443). Los salesianos se cuentan entre las comunidades religiosas masculinas más numerosas de la Iglesia católica, junto con los jesuitas y los franciscanos.
En 2017, según el anuario pontificio había 15 033 religiosos salesianos, de los cuales 10 281 eran sacerdotes; en 1790 parroquias.

## El nombre de "Salesianos"

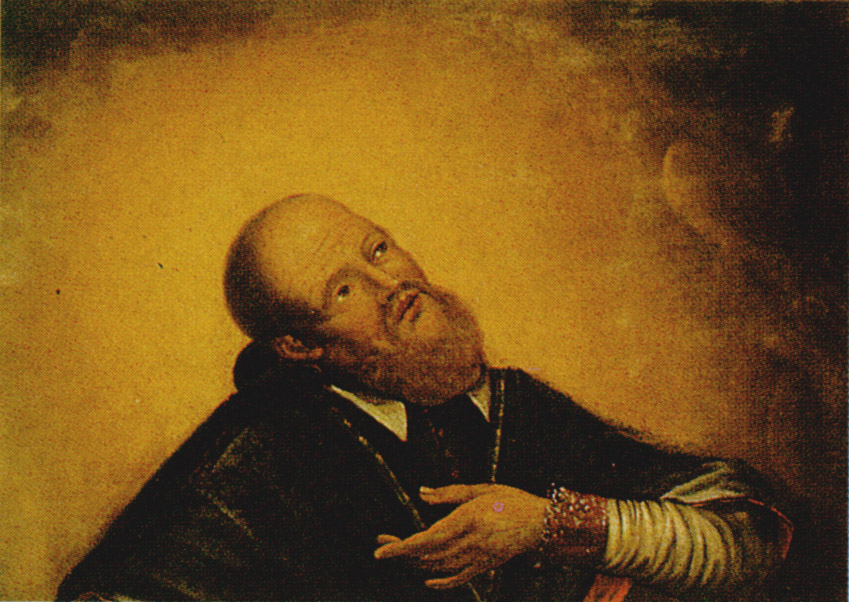
San Francisco de Sales (1567-1622), es el titular de la Pía Sociedad fundada por Don Bosco.

Don Bosco le dio el nombre a su Congregación de "Salesianos" en honor del santo obispo de Ginebra, Francisco de Sales (1567-1622). Al igual que Don Bosco, Francisco nació en Saboya, en la población de Sales (Alta Saboya, hoy en Francia). Don Bosco nació en la parte que correspondería a Italia. La influencia de San Francisco de Sales en la espiritualidad del Piamonte sería muy importante para determinar la manera en que Don Bosco fundaría sus obras de apostolado en favor de la juventud. El santo obispo, doctor de la Iglesia, expone en sus obras un proyecto de santificación desde lo cotidiano y lo sencillo, pero muy especialmente desde la amabilidad y la alegría interior. Don Bosco, entonces, puso al obispo saboyano como patrón de su Congregación y le dio su nombre.
Si bien el término salesianos se relaciona directamente con los sacerdotes y hermanos miembros de la Congregación Salesiana, todos los miembros de la Familia Salesiana, sean religiosos o laicos, tienen el derecho de utilizar dicho nombre probado que estén asociados a la Familia Salesiana. De igual forma el término acompaña numerosos conceptos: "espiritualidad salesiana", "colegio salesiano", "centro juvenil salesiano" y todo aquello que se relacione con Don Bosco.

## Formación de los salesianos

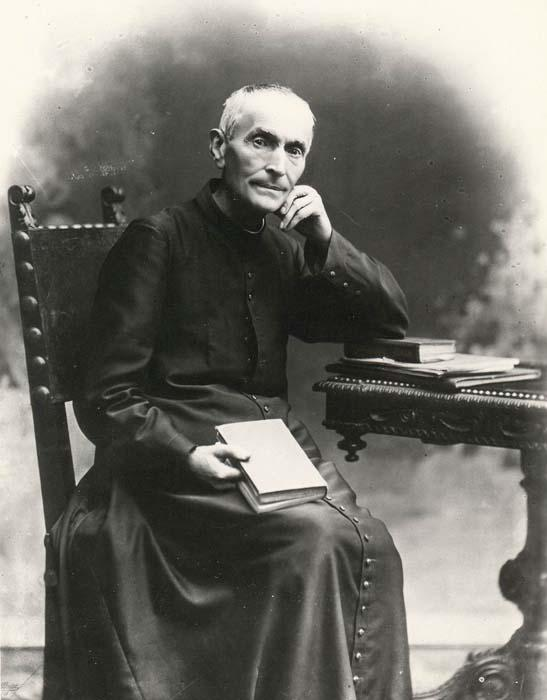
Miguel Rúa (1837-1910), fue el primero que profesó votos religiosos como Salesiano de Don Bosco.

Un joven católico puede postular como candidato a la Congregación Salesiana en calidad de salesiano coadjutor (hermano), salesiano diácono permanente o salesiano sacerdote. No es necesario que el joven sea alumno o exalumno, sino que se sienta identificado con el carisma salesiano. El joven tiene que ponerse en contacto con cualquier centro salesiano e iniciar un proceso de seguimiento vocacional o solicitar ingreso en un aspirantado salesiano. Si el joven es idóneo para continuar el proceso de llegar a ser salesiano religioso, este es enviado a un noviciado salesiano que tiene una duración de doce meses al final de los cuales puede hacer sus votos religiosos y es formalmente un salesiano. Estos primeros votos religiosos son hechos siempre de manera temporal, es decir, entre uno y tres años, hasta que el joven salesiano emite sus votos perpetuos.
El joven que termina satisfactoriamente su noviciado es llamado técnicamente posnovicio salesiano y está preparado para iniciar sus estudios de filosofía, pedagogía y catequesis en una universidad o escuela profesional, en algunos casos perteneciente a la misma Congregación. Esta etapa dura el tiempo en que el joven termina su preparación profesional como educador, por lo que depende mucho del país en donde se encuentre (entre tres y cinco años). Terminada esta etapa, el posnovicio salesiano recibe un título profesional y es enviado a una experiencia pedagógica práctica denominada dentro del mundo salesiano como tirocinio práctico, una palabra italiana que se traduce como aprendizaje o práctica docente. El salesiano practicante (o tirocinante), realiza sus prácticas docentes en una obra salesiana determinada por el Inspector (conocido como Provincial en otras congregaciones religiosas) en donde debe poner en práctica la asimilación del sistema preventivo en una comunidad juvenil. Esta experiencia tiene una duración de entre dos y tres años por lo general y puede ser aumentada según circunstancias.
Al terminar la experiencia de práctica docente, el joven salesiano opta por la vocación como hermano salesiano (coadjutor) o como sacerdote, dimensiones éstas que tienen su formación específica en centros adaptados para ello dentro de la Congregación y la Iglesia.

### Sistema Preventivo
En las Constituciones de la Sociedad de San Francisco de Sales, los salesianos son "un vasto movimiento de personas que, de diferentes formas, trabajan por la salvación de la juventud" y especialmente los más pobres, abandonados y en peligro.
Dicha acción es inspirada plenamente en la experiencia educativa y espiritual de Don Bosco, que él mismo llamó el sistema preventivo y la cual descansa en la razón, la religión y el amor como base de la educación salesiana. El objetivo de la acción educativa de todo salesiano es la formación de "buenos cristianos y honrados ciudadanos", caracterizado por el optimismo en las capacidades juveniles y la importancia que se le da a la presencia constante y activa de los educadores entre los jóvenes y que es denominada en dicho contexto como "asistencia salesiana".
Con los tres pilares fundamentales del sistema preventivo (Razón, Religión y Amor), se procura evitar represiones o castigos posteriores a las transgresiones. El ideal educativo salesiano es acompañar a los jóvenes de tal manera que se les pueda prevenir antes de que caigan en alguna falta (de ahí el nombre del sistema). Se propone la "sana alegría", el cumplimiento del propio deber y la ayuda a los demás, como el camino cotidiano para alcanzar la santidad. Uno de los aspectos que recibe gran atención es el esfuerzo constante por crear un "ambiente de familia", como medio imprescindible para la educación integral.

## Conformación de los SDB

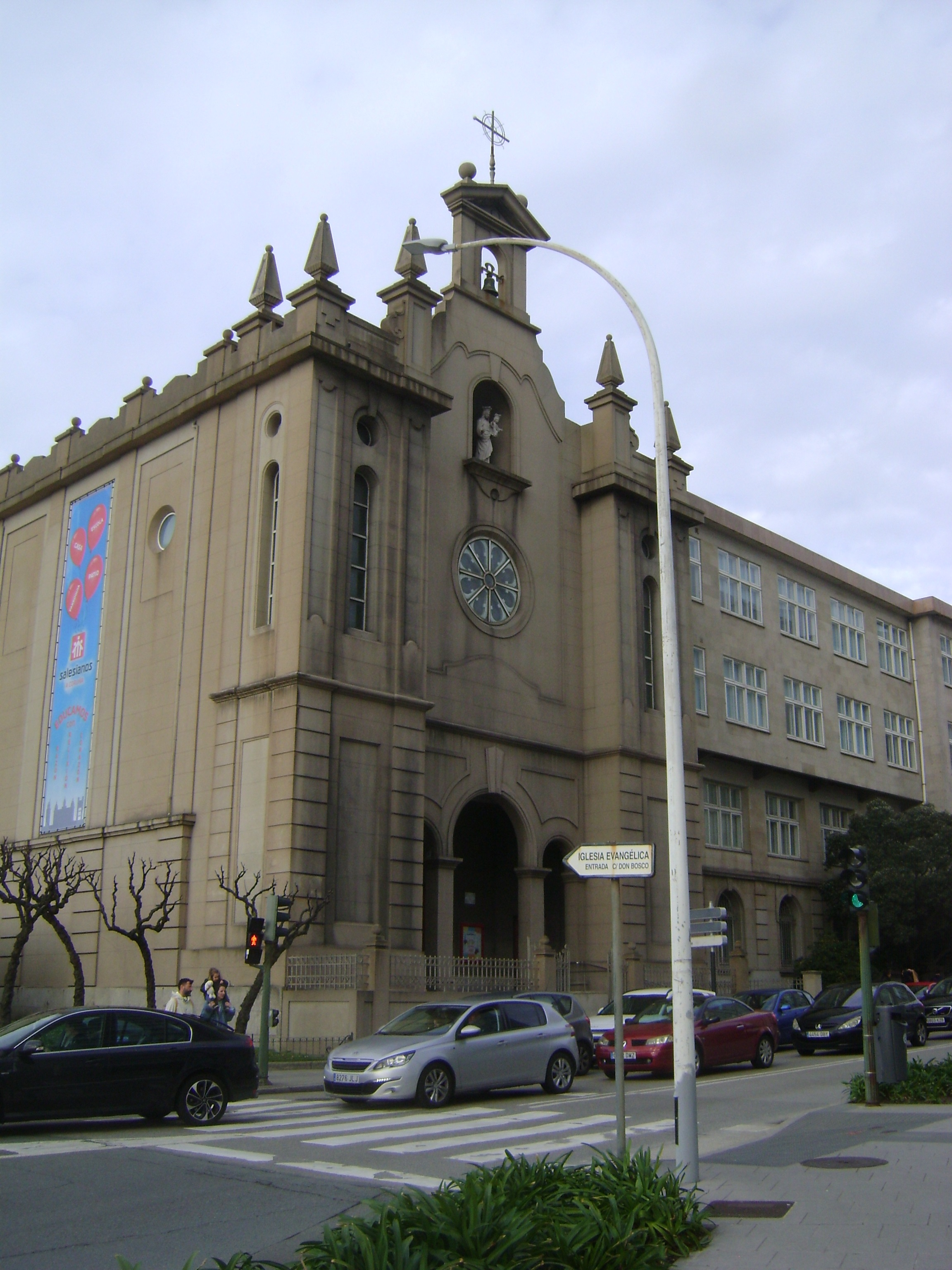
Colegio Salesianos de La Coruña, Galicia (España).

La Congregación Salesiana de manera específica está conforma por religiosos de votos que pueden ser sacerdotes salesianos o laicos consagrados (hermanos). En términos de vida consagrada, los SDB son una institución religiosa mixta. Tanto los sacerdotes como los laicos, llamados dentro de la Familia Salesiana como coadjutores, viven en comunidades religiosas y gozan de los mismos deberes y derechos como religiosos salesianos. Para ser religioso salesiano, un joven tiene que iniciar un proceso de formación religiosa en las casas salesianas destinadas por la Congregación para ese fin (aspirantados, noviciados, pos-noviciado, Tirocinio y Teologado). Un joven llega a ser religioso salesiano en el momento en que emite sus votos religiosos de manera voluntaria ante las autoridades de la Congregación.

### Salesianos sacerdotes
Un sacerdote salesiano es un religioso de la Congregación Salesiana que recibió el orden sacerdotal después de seguir la preparación reglamentaria de la Iglesia en un seminario destinado para ello. El modelo del sacerdote salesiano es la figura de Don Bosco sacerdote como padre espiritual de los muchachos inspirado a su vez en Cristo sacerdote y el Buen Pastor. El sacerdote salesiano es también maestro preocupado por la formación integral del joven y la salvación de su alma. La Congregación también cuenta con la posibilidad del salesiano diácono permanente.

### Salesiano coadjutor
El término coadjutor fue creado por Don Bosco para llamar a los salesianos religiosos laicos de su Congregación y para evitar el uso del término clásico Fraile, por un lado en una época de grandes persecuciones contra la Iglesia en la llamada "Unificación de Italia" y por otro lado para dar sentido al papel del laico consagrado en la Congregación como educador de los jóvenes. Tampoco les creó un hábito religioso y no los llamaba "Fray" sino que le antecedía el nombre civil de Señor. El salesiano coadjutor es un educador que lleva a los jóvenes el valor de su laicidad y es un religioso que vive su papel consagrado dentro de la Congregación. Por lo general los salesianos coadjutores se les ve en los talleres técnicos, pero con al avance de los nuevos tiempos estos ejercen un vasto campo de actividades en favor de la educación de los jóvenes. Si bien los salesianos coadjutores no se ordenan sacerdotes, dentro de la Congregación tienen los mismos deberes y derechos religiosos que los salesianos sacerdotes. Artémides Zatti y Simon Srugi son salesianos coadjutores que siguen un proceso de canonización.

### Obispos salesianos

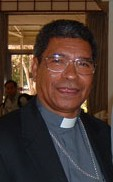
Carlos Felipe Ximenes Belo, obispo salesiano y Premio Nobel de la Paz 1996.

Aunque dentro de la estructura de la Congregación Salesiana no se contempla la vocación del obispo salesiano, esta se encuentra en la actualidad como una de las comunidades religiosas con el mayor número de obispos en la Iglesia católica. El año 2013 había registrados 130 obispos salesianos. El primer obispo salesiano fue Monseñor Cagliero, vicario apostólico de la Patagonia. Hasta el presente ningún Papa ha sido salesiano y en 2005 casi se presenta ese acontecimiento con el nombre del Cardenal Óscar Rodríguez Maradiaga, Arzobispo de Tegucigalpa. El papa Juan Pablo II nombró al Cardenal Rosalio José Castillo Lara, SDB, oriundo de Venezuela, como Presidente de la Administración del patrimonio de la Santa Sede, Vaticano, el 31 de octubre de 1990. Fue nombrado presidente de la Comisión Pontificia para el Estado de la Ciudad del Vaticano. El Cardenal Castillo Lara fue también miembro de la comisión supervisora de cardenales del Banco Vaticano - Instituto para las Obras Religiosas. El papa Benedicto XVI eligió como Secretario de Estado de la Santa Sede al Cardenal Tarcisio Bertone, SDB. Monseñor Carlos Felipe Ximenes Belo recibió el Premio Nobel de la Paz en 1996 por su apoyo a la causa independentista de su país, Timor Oriental. 
Cuando un salesiano es elegido por el papa para ser obispo, presta sus servicios directamente en la Iglesia católica y conserva sus legámenes con la Congregación Salesiana como hijo de Don Bosco, pero no tiene una autoridad directa sobre esta. El modelo del obispo salesiano es Monseñor Cagliero quien fue alumno de Don Bosco y uno de los primeros salesianos y quien vino con urgencia desde Argentina a Turín para estar en los últimos momentos de Don Bosco. Por lo general una diócesis bajo la autoridad pastoral de un obispo SDB es llamada "Diócesis Salesiana",[cita requerida] pero dicho título es honorario en virtud de su pastor, no porque la Congregación Salesiana tenga ningún tipo de autoridad sobre la misma. Monseñor Luis Versiglia fue canonizado por la Iglesia como mártir en China, mientras que otro obispo salesiano, August Hlond fue primado de Polonia durante la Segunda Guerra Mundial.

## Símbolos
Los símbolos de la Congregación Salesiana son los siguientes:
- Escudo salesiano: diseñado por Don Bosco y utilizado en sus documentos, razón por la cual goza de un gran aprecio. Entre sus símbolos se encuentra una estrella, un ancla y un corazón en llamas que representan las virtudes teologales; una imagen de Francisco de Sales que es el santo patrono de la Familia Salesiana; un bosque que representa a Don Bosco, las montañas representan los ideales altos de los salesianos, la palma y el laurel alrededor son los premios a una vida de santidad y el lema que Don Bosco solía repetir en latín (DA MIHI ANIMAS, CAETERA TOLLE): "Dadme almas y llevaos lo demás".[18]

- Logo: de creación más reciente se encuentra el logo salesiano el cual corresponde a la espiritualidad salesiana contemporánea y que resume la identidad de los salesianos con Don Bosco y con los jóvenes. Una S que hace las veces de camino es la inicial de Salesianos, la figura de Don Bosco con dos jóvenes a lado y lado forman una casa que acoge a los muchachos y están dentro de un círculo que representa al planeta.[19]

- Rostro de Don Bosco: sin duda el rostro de Don Bosco se ha convertido en un logo natural internacional. Este se encuentra al centro de sellos, logos, escudos y todo tipo de documento y aviso que tiene alguna relación con los salesianos.

## Organización

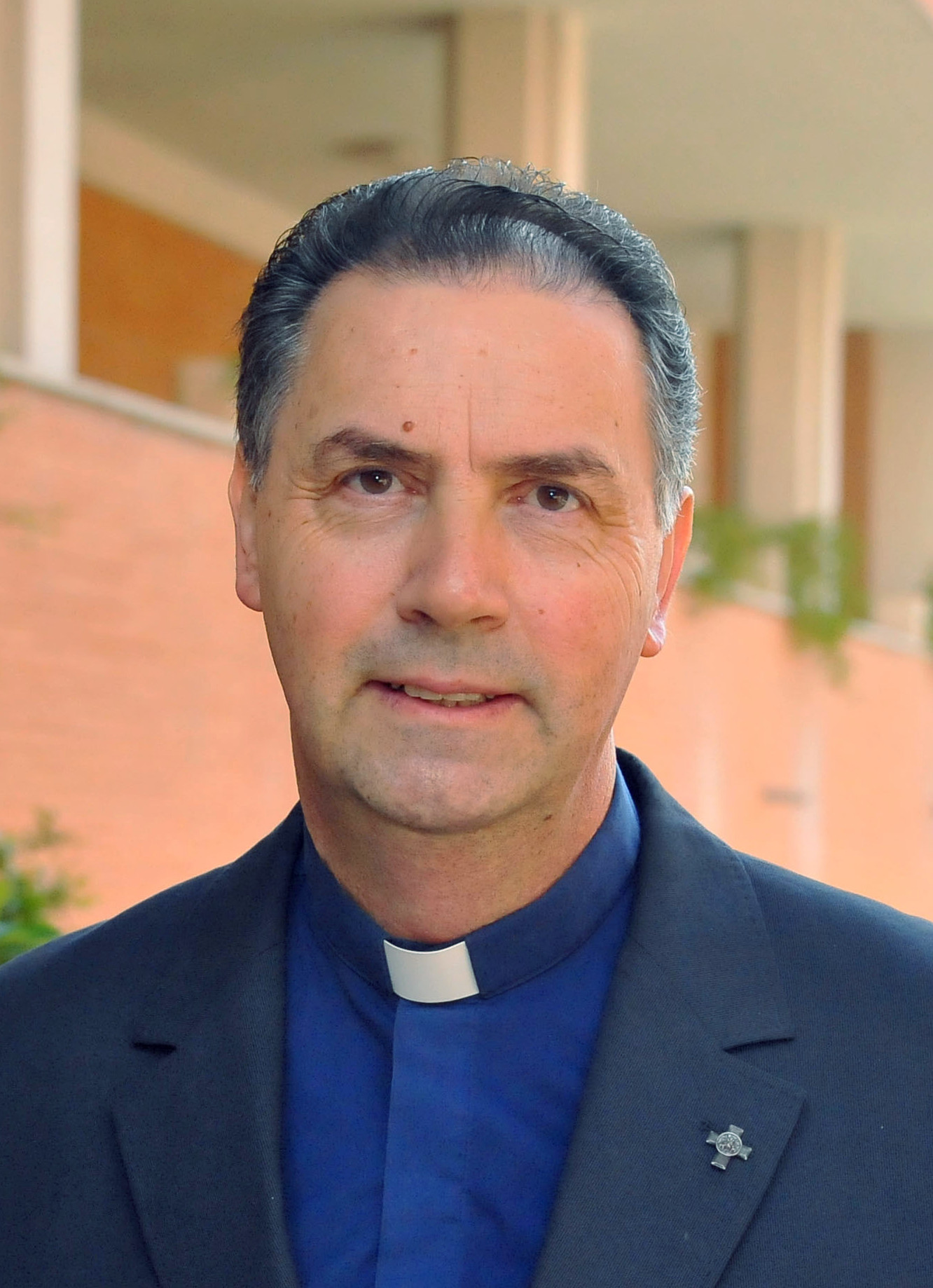
Ángel Fernández Artime (1960-), rector mayor de los Salesianos desde 2014 hasta 2024.

Los salesianos están organizados mundialmente de la siguiente manera:

### Rector mayor y consejo general
La autoridad mayor de los Salesianos de Don Bosco es el rector mayor. El primer rector mayor fue el mismo Don Bosco a partir de 1874, año en el cual la Iglesia católica aprobó las Constituciones Salesianas. Después de la muerte de Don Bosco en 1888, el papa León XIII nombró el primer sucesor de Don Bosco, el Beato Miguel Rúa y se regularon las maneras para elegir a los sucesivos rectores mayores.
Los salesianos realizan una asamblea general a la que llaman Capítulo General y en la que participan delegados de todo el mundo quienes tienen potestad para determinar asuntos de consecuencias mundiales para la Congregación, como la elección del rector mayor y del Consejo General. En este último se representan los principales sectores de la misión salesiana como la economía, la pastoral juvenil salesiana, la Familia Salesiana, la formación, la comunicación social y muchos otros sectores que son delegados a un consejero general. En el mismo también están presentes los regionales. La sede oficial de la Casa General en donde se radican el rector mayor y el Consejo General es en la Pissana, Roma.
Actualmente el rector mayor es el salesiano Fabio Attard, sacerdote, nacido el 23 de marzo de 1959 en Gozo, Malta. Sucede al actual Cardenal Ángel Fernández Artime.
Esta es lista completa de sucesores de Don Bosco:
1. Beato Miguel Rúa (1837-1910), rector mayor de 1888 a 1910
2. Pablo Albera (1844-1921), rector mayor de 1910 a 1921
3. Beato Felipe Rinaldi (1856-1931), rector mayor de 1922 a 1931
4. Pedro Ricaldone (1870-1951), rector mayor de 1932 a 1951
5. Renato Ziggiotti (1892-1983), rector mayor de 1952 a 1965
6. Luis Ricceri (1901-1989), rector mayor de 1965 a 1977
7. Egidio Viganò (1920-1995), rector mayor de 1977 a 1995
8. Juan Edmundo Vecchi (1931-2002), rector mayor de 1995 a 2002
9. Pascual Chávez (1942), rector mayor de 2002 a 2014
10. Ángel Fernández Artime (1960), rector mayor de 2014 a 2024
11. Stefano Martoglio (1965), como vicario del Rector Mayor, acompaña a la congregación salesiana desde el 16 de agosto de 2024, debido a la renuncia del ahora Cardenal Ángel Fernández Artime.
12. Fabio Attard (1959) rector mayor de 2025, y en actividad.

### Regiones
El mundo salesiano se divide en grandes regiones que están a cargo de un salesiano conocido como el Superior Regional y que hace parte del Consejo General. Las siguientes son las ocho regiones salesianas en el mundo:
1. América Cono Sur.
2. Extremo Oriente-Oceanía.
3. Sur de Asia.
4. Europa del Norte.
5. Europa occidental
6. Interamérica (América del Norte, América Central y Sudamérica septentrional).
7. Italia-Medio Oriente.

### Inspectorías
Las inspectorías corresponden a lo que en otras comunidades se denomina Provincia. En la actualidad existen 96 inspectorías en todo el mundo. Estas son regidas por un superior conocido como Inspector (que corresponde en otras comunidades religiosas a Provincial) y un consejo inspectorial. Una inspectoría puede incluir un país o varios países y un país puede incluir varias inspectorías. Un grupo de inspectorías conforma una región salesiana y a su vez, la inspectoría está conformada por un grupo de casas salesianas.

### Casa salesiana
La casa salesiana corresponde a lo que en otras comunidades se conoce como convento. Una casa salesiana está regida por un director que corresponde al prior en otras comunidades y por un consejo de la casa. Un grupo de casas en una determinada región o país conforman la Inspectoría Salesiana. Las casas salesianas siempre tienen que estar asociadas a un apostolado educativo juvenil.

## Constituciones salesianas

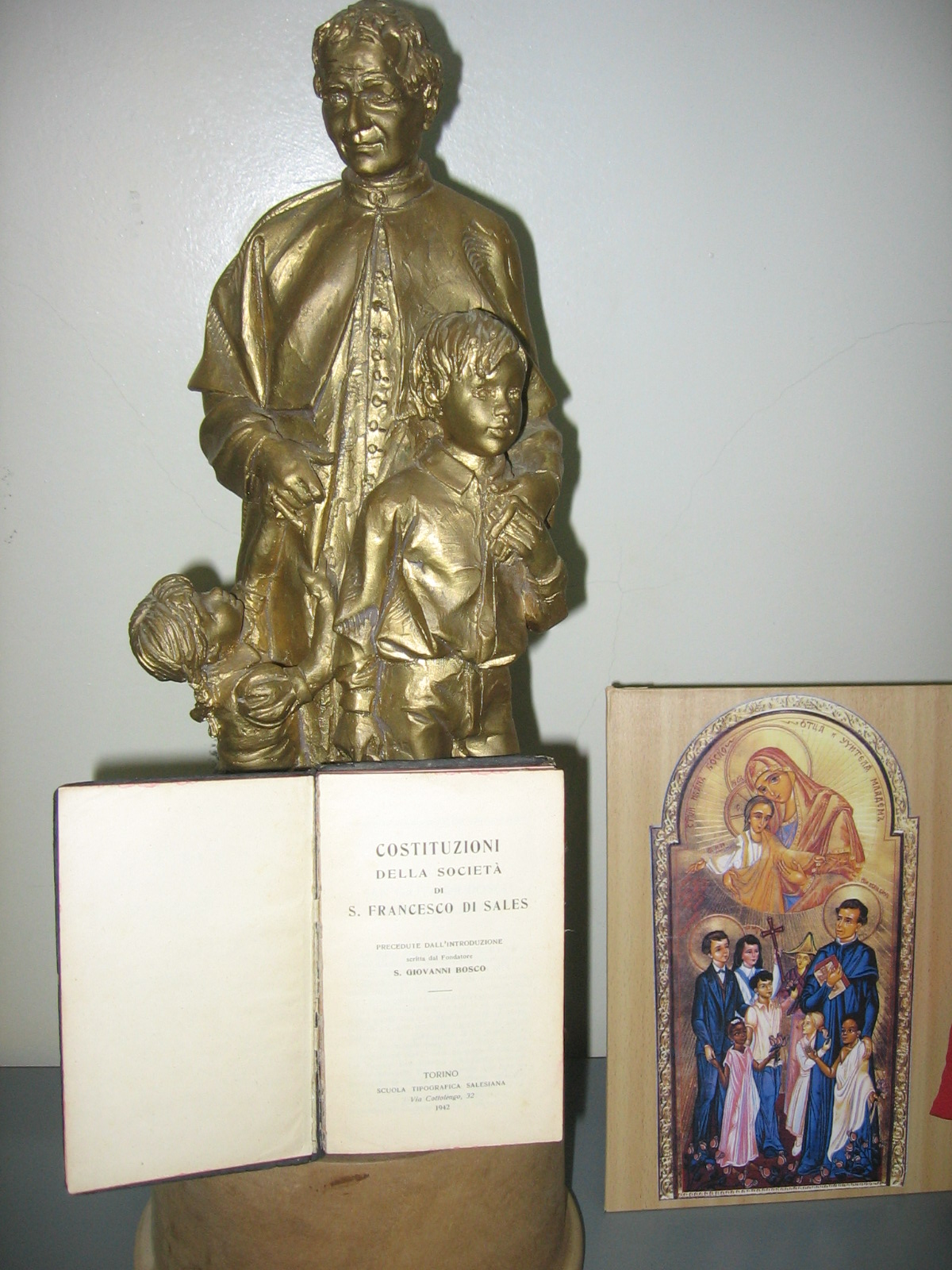
Una edición de las Constituciones salesianas de 1941.

Los salesianos de Don Bosco se rigen por las Constituciones y Reglamentos de la Sociedad de San Francisco de Sales. Las primeras constituciones fueron elaboradas por Don Bosco cuando comenzó el proceso de desarrollo de su proyecto de fundar una comunidad religiosa dedicada a la educación de los jóvenes y que continuara su apostolado. Para aprobar dichas primeras constituciones, Don Bosco tuvo que hacer varias adaptaciones que obedecieran a los requerimientos de la Iglesia de su tiempo. Por fin, el 3 de abril de 1874 estas fueron aprobadas por la Santa Sede.
Con el advenimiento del Concilio Vaticano II (1959 - 1965), la Congregación inició un proceso de actualización de sus Constituciones a las nuevas normas de la Iglesia contemporánea. Los capítulos salesianos generales XX, XXI y XXII fueron determinantes en la elaboración de las nuevas Constituciones de manera que fueran fieles al fundador y a la Iglesia. Las nuevas Constituciones fueron aprobadas por la Santa Sede el 25 de noviembre de 1984 bajo el rectorado del padre Egidio Viganó.
El documento se divide en dos partes: las Constituciones que el padre Viganó llama el código fundamental y los Reglamentos que regulan la vida cotidiana de los salesianos.
- Constituciones: se divide en cuatro partes e inicia con la presentación a las nuevas constituciones de 1985 por parte del R.M. Egidio Viganó y un proemio que recuerda la fidelidad a Don Bosco. Una fotografía del santo educador que entrega las Constituciones a Cagliero, jefe de la primera expedición misionera salesiana a Argentina, acompaña esta parte en donde se resalta la frase de Don Bosco:

Me gustaría acompañaros personalmente; pero lo que yo no puedo hacer, lo van a hacer estas Constituciones. ¡Cuidadlas como tesoro preciosísimo!

La primera parte está dedicada a las relaciones entre los salesianos y la Iglesia católica. La segunda parte se titula "Enviados a los jóvenes en comunidad y siguiendo a Cristo". La tercera parte se refiere a la formación de los salesianos y la última parte a la organización de la autoridad en la Congregación.
- Reglamentos: se dividen en tres partes y tienen que ver con la disciplina y las normas organizativas de los salesianos. La primera parte aclara quiénes son los destinatarios de la misión, el tipo de obras, los votos religiosos y la Familia Salesiana. La segunda parte resalta el papel educativo de los salesianos y la manera del proceso formativo de los mismos y la última parte describe la organización jerárquica de la Congregación.

- Escritos de Don Bosco: al final se incluyen varios escritos de Don Bosco útiles para entender su pensamiento y el carisma salesiano. Estos escritos son los siguientes:

- - "A los socios salesianos", que aparecía dentro de las primeras constituciones salesianas en 1885.[25]
  - "El sistema preventivo en la educación de la juventud", que apareció por primera vez en los Reglamentos para las casas salesianas de 1877.[26]
  - "Carta de Roma" escrita por Don Bosco a los muchachos del Oratorio de San Francisco de Sales y a los salesianos el 10 de mayo de 1884 desde Roma. Fue publicada en las Actas del Capítulo General de 1920.[27]
  - "Del testamento espiritual de San Juan Bosco" publicado en las Memorias de Don Bosco entre 1841 y 1884.

## Actividades

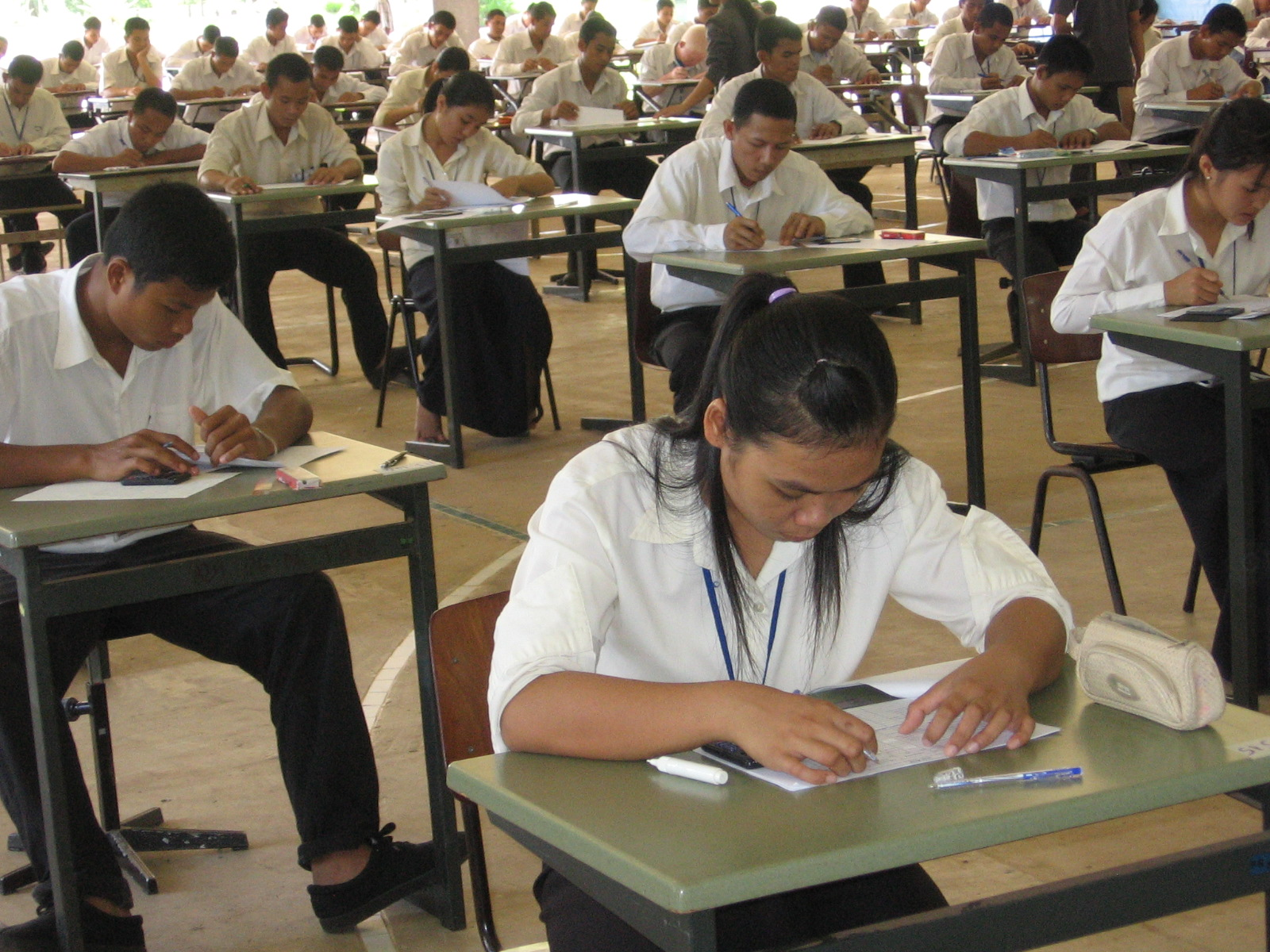
Estudiantes en un colegio salesiano en Camboya.

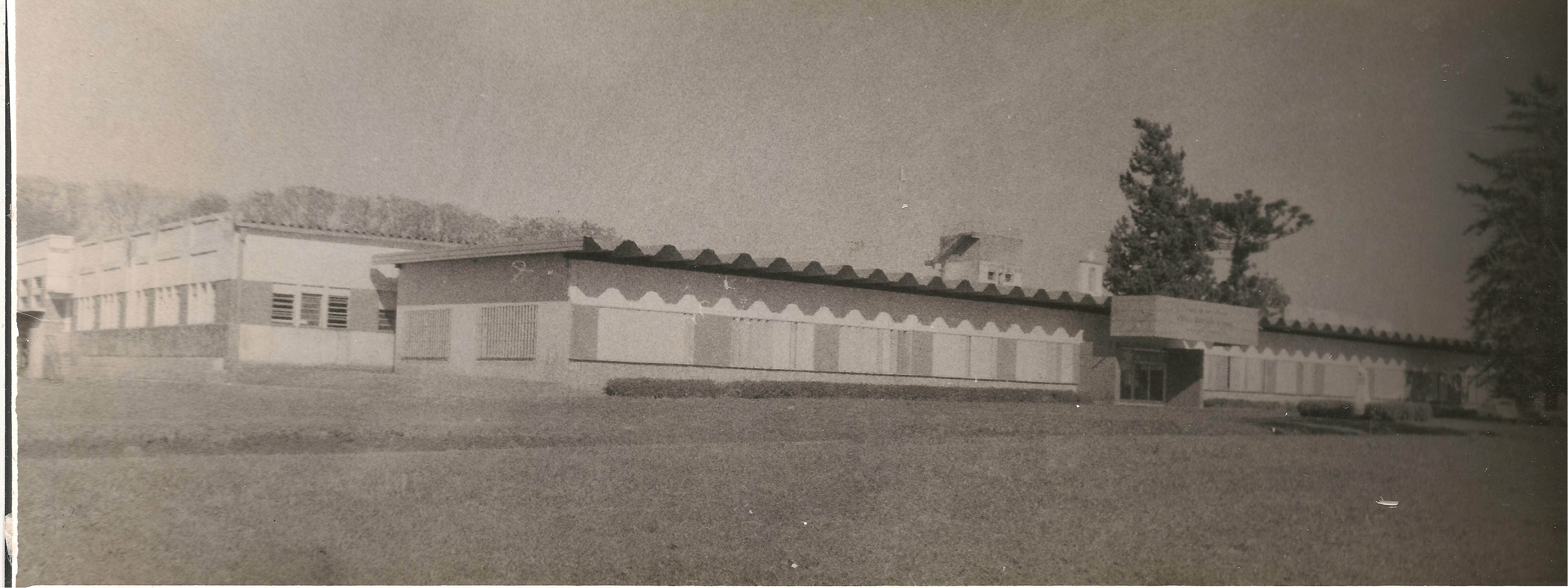
Escuela Agrotécnica Salesiana «Pascual Gentilini» en San José (Misiones), Argentina.

Entre la diversidad de actividades concretas que la congregación salesiana desarrolla alrededor del mundo en beneficio de los jóvenes, se encuentran los oratorios y centros juveniles, escuelas de nivel medio, la formación profesional, internados y residencias, presencia en el mundo de la universidad e institutos de nivel superior, parroquias, obras y servicios para los jóvenes en situación de pobreza y de riesgo, centros vocacionales, comunicación social.

### Conceptos asociados
- Familia salesiana
- Colegio Salesiano
- Oratorio Salesiano

### Figuras emblemáticas
- Salesianos en los altares

- Camilo Ortúzar
- Juan Cagliero
- Tom Uzhunnalil

### Instituciones
- Universidad Pontificia Salesiana
- Universidad Católica Silva Henríquez
- Universidad Academia de Humanismo Cristiano
- Universidad Politécnica Salesiana del Ecuador
- Universidad Don Bosco
- Universidad Mesoamericana
- Editorial y museo Abya Yala
- Salesianos en Chile
- Salesianos en Colombia
- Salesianos en el Perú
- Iglesia de Notre-Dame-de-Liesse
- Instituto Monseñor Nicolás Esandi